# Saint-Pellerin (Eure-et-Loir)
Saint-Pellerin foi uma comuna francesa na região administrativa do Centro, no departamento de Eure-et-Loir. Estendia-se por uma área de 13,68 km². Em 2010 a comuna tinha 362 habitantes (densidade: 26,5 hab./km²).
Em 1 de janeiro de 2017, essa comuna foi incorporada à nova comuna de Commune nouvelle d'Arrou.